# Johann Friedrich Gottfried Eiselen
Johann Friedrich Gottfried Eiselen, född 21 september 1785 i Rothenburg an der Saale, död 3 oktober 1865 i Halle an der Saale, var en tysk statsvetare och nationalekonom; bror till Ernst Wilhelm Bernhard Eiselen.
Eiselen deltog i 1813-14 års krig som frivillig i Ludwig Adolf Wilhelm von Lützows frikår, vars historia han sedan skrev (Geschichte des Lützow’schen Freicorps, 1841), blev 1820 extra ordinarie och 1821 ordinarie professor i Breslau samt var från 1829 till sin död professor i Halle.
Under senare delen av sin levnad tog Eiselen verksam del i det politiska livet. År 1882 utsågs han till representant i preussiska herrehuset för universitetet i Halle, och samma år utgav han det statsvetenskapliga arbetet Der preußische Staat. De viktigaste av hans övriga arbeten är Handbuch des Systems der Staatswissenschaften (1828) och Die Lehre von der Volkswirthschaft (1843).